# 欧洲语言
欧洲语言绝大部分属于印欧语系。在7億7千4百萬人（2018年數據）中，94％的人口母語屬於印歐語系，當中最大的三個子分類是羅曼語族、日耳曼語族和斯拉夫語族，每個語族都有超過2億的使用者。其他比較小的子分類有希臘語族（1千萬人）、波羅的語族（7百萬人）、阿爾巴尼亞語族（5百萬人）、印度-雅利安語支的羅姆語（1百50萬人）、凱爾特語族（1百萬人）。
4千五百萬的非印歐語系使用者中，大多數人的語言屬於乌拉尔语系的芬兰-乌戈尔语族，以及阿尔泰语系的突厥语族。另外在欧洲东南端，有几种高加索语言。巴斯克语是一种孤立语言，和古代的阿基坦语有直接联系。马耳他语是欧洲唯一一个作为国家官方语言的闪含语系语言，源於馬格里布阿拉伯語。
法語、義大利語、德語、英語和俄語在歐洲的母語人士超過五千萬。雖然以俄語為母語的人最多，有超過1億人的人口，但使用英語的總人數（包括母語人士和第二語言使用者）超過了2億。

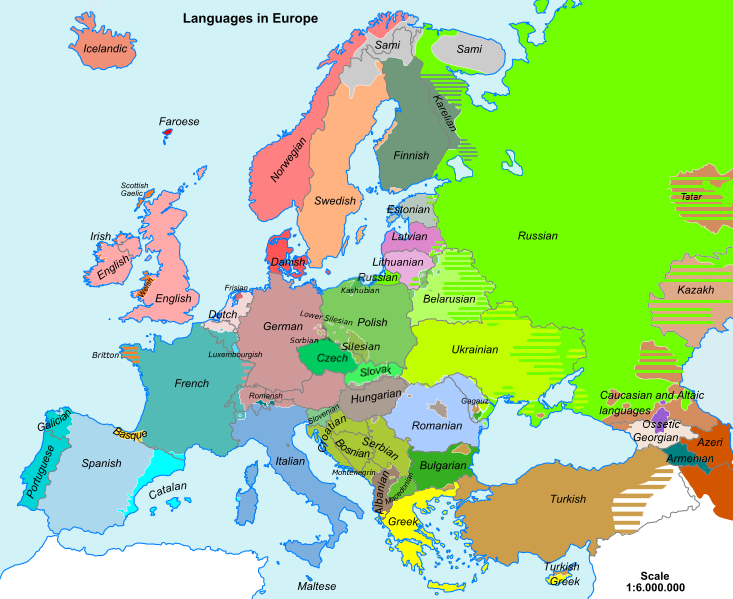
欧洲语言

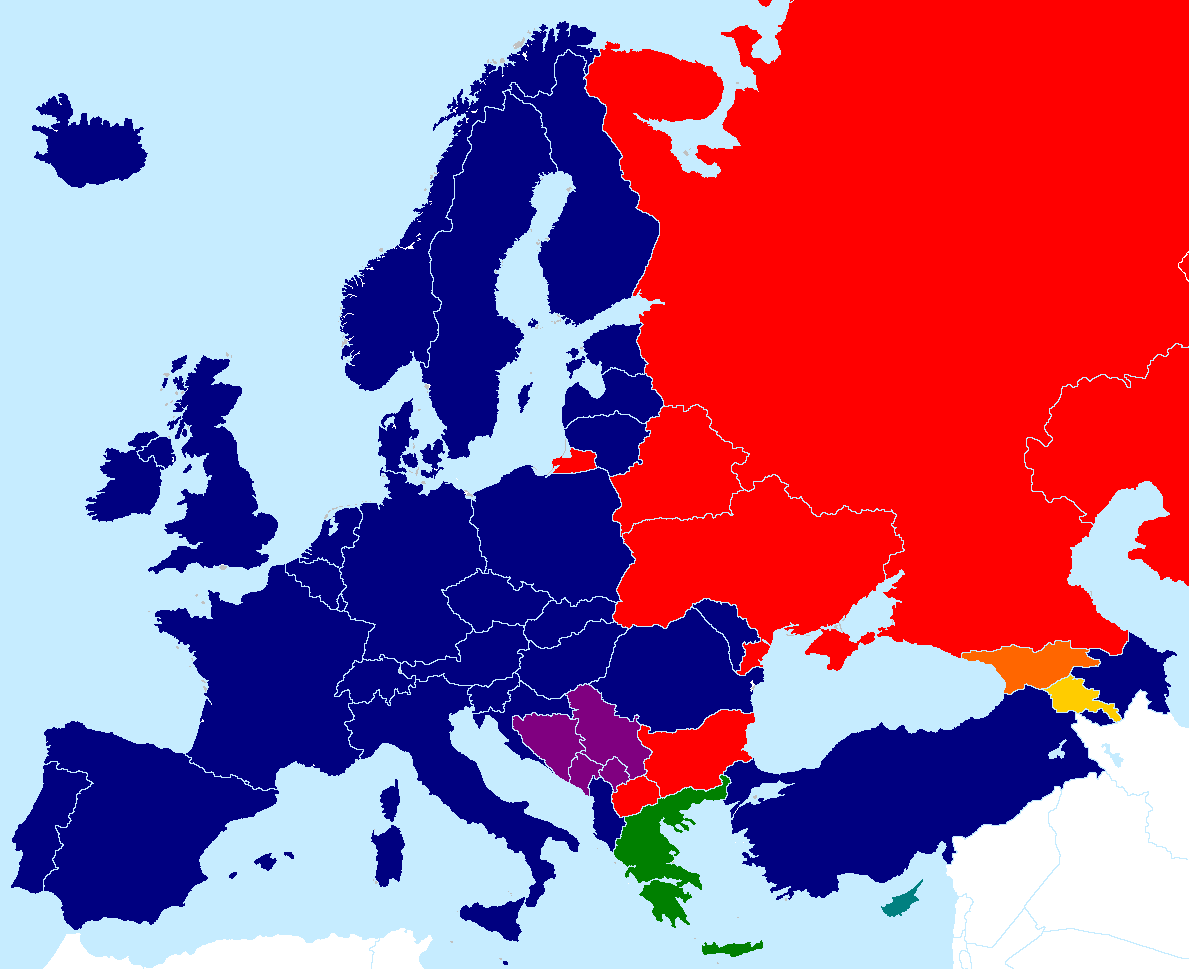
欧洲語言使用的书写系统:
拉丁字母
西里尔字母
希腊字母
拉丁和西里尔字母
希腊和拉丁字母
喬治亞字母
亞美尼亞字母

## 印欧语系
印欧语言来源于几千年前使用的原始印欧语，目前绝大部分欧洲语言属于印欧语系。

### 罗曼语族

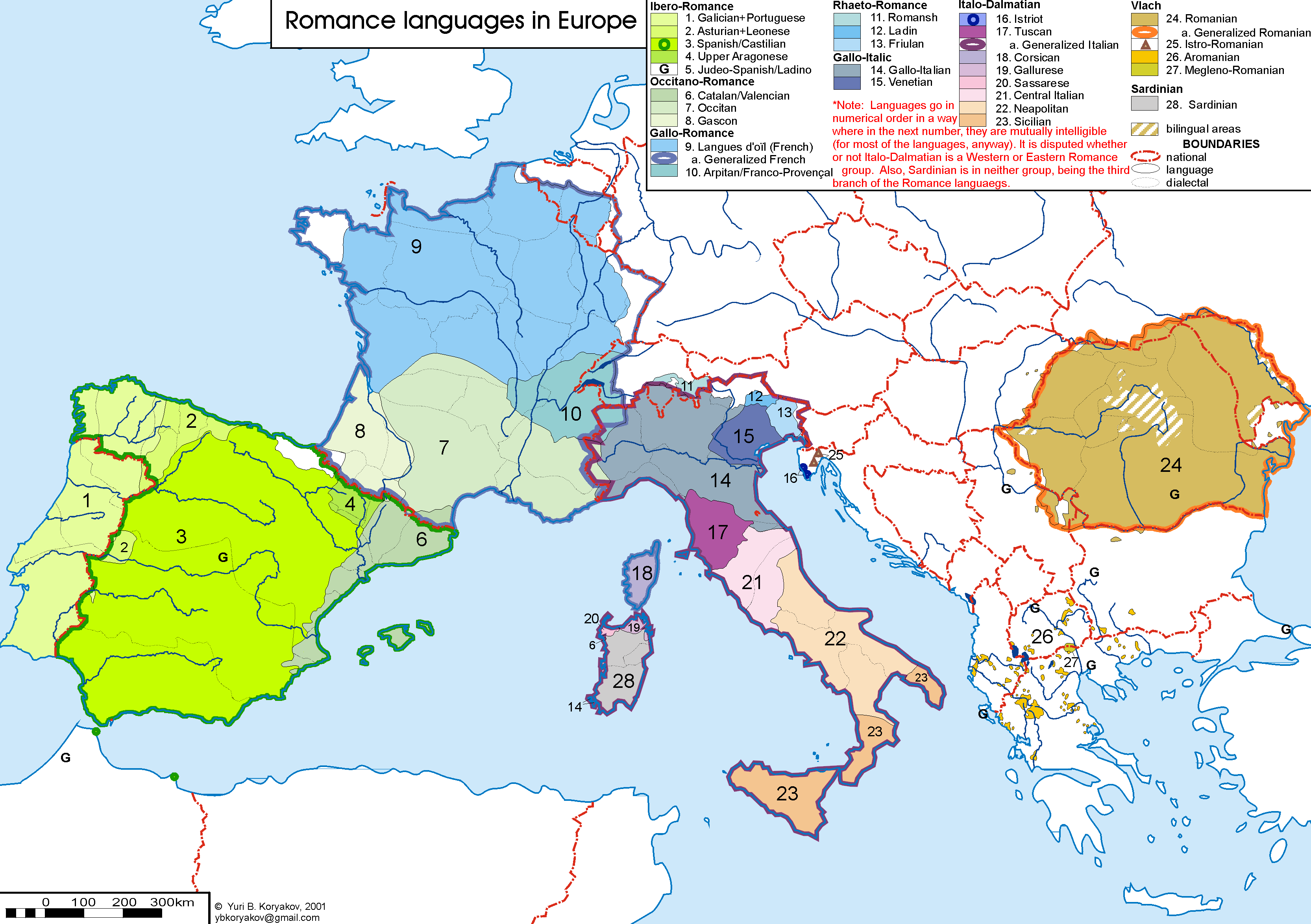
罗曼语族在欧洲的分布图

罗曼语族源自在罗马帝国广泛使用的拉丁语，其中有的语言是欧洲联盟或拉丁语联盟的官方语言，其中三种罗曼语-法语、西班牙语和葡萄牙语在世界上使用人口总数超过十亿人。
在歐洲，2億1千5百萬人以羅曼語族為母語，包括法語（7千2百萬）、義大利語（6千5百萬）、西班牙語（4千萬）、羅馬尼亞語（2千3百萬）、葡萄牙語（1千萬）、加泰隆尼亞語（9百萬）、西西里語（5百萬）、威尼斯語（4百萬）、加利西亞語（2百萬）、薩丁尼亞語（1百萬）、奧克語（50萬）等等。
羅曼語族由通俗拉丁語演變而來，子分類為義大利-西羅曼語支、東羅曼語支和薩丁尼亞語。
- 義大利-西羅曼語支
  - 意大利语分布在意大利、克罗地亚和斯洛文尼亚的部分地区，是意大利、梵蒂冈和圣马力诺的官方语言，也是瑞士的官方语言之一。源於托斯卡納語中的佛羅倫斯方言。
  - 加泰隆尼亞語分布在西班牙的加泰罗尼亚，法国南部、意大利的薩丁尼亞島等地，是安道尔的官方语言，和西班牙语同为加泰罗尼亚的官方语言。
  - 葡萄牙语，是葡萄牙和巴西的官方语言。源於加利西亞王國的語言加利西亚语。
  - 西班牙语，是西班牙的官方语言。源於卡斯提亞王國的語言。
  - 法语，是法国、摩纳哥和海峡群岛的官方语言，也是比利时、卢森堡、瑞士的官方语言之一。源自羅亞爾河以北的奧依語。
  - 奥克语法国南部的一种方言，2008年法国宪法承认为地方语言。是西班牙加泰罗尼亚的官方语言之一，被称为阿兰尼斯语。
  - 羅曼什語是瑞士的官方語言之一，格勞賓登州的語言。
- 東羅曼語支：
  - 罗马尼亚语，罗马尼亚和摩尔多瓦的官方语言，也在希腊的阿索斯山和塞尔维亚的伏伊伏丁那使用。
- 薩丁尼亞語，是意大利薩丁尼亞自治區的官方语言之一。

拉丁语的口语已消亡，目前只有书面语是罗马天主教会的官方语言。拉丁語屬於義大利語族，羅曼語族是義大利語族的分支。

### 日耳曼语族
[[Image:Europe germanic-languages 2.PNG|300px|thumb|西日耳曼语支
{{legend|#38ff00|低地日耳曼语
北日耳曼语支
]]

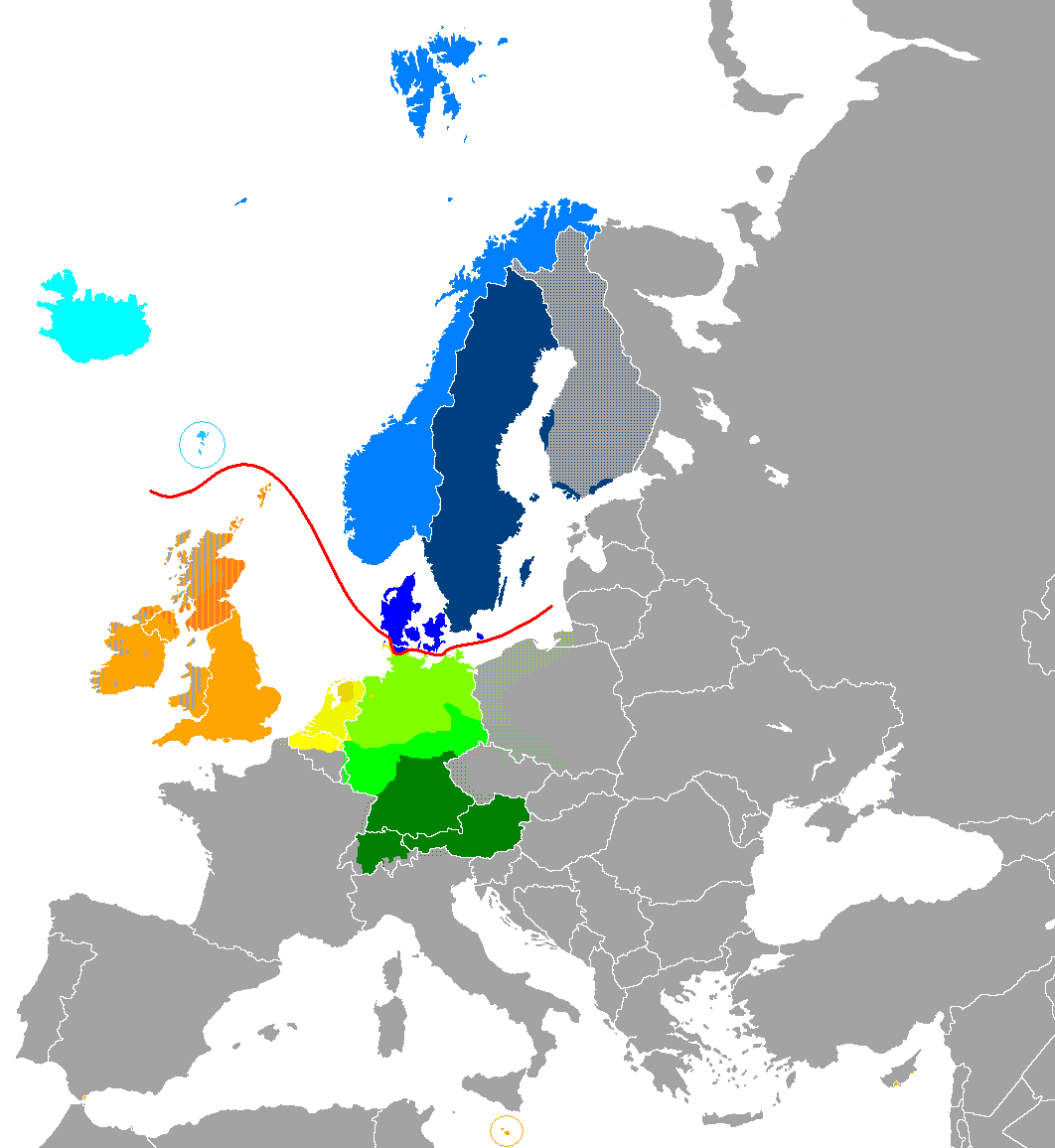
西日耳曼语支
低地法兰克语 (荷兰语)
legend|#38ff00|低地日耳曼语
高地日耳曼语: 中部德语 (包括卢森堡语)
高地日耳曼语: 南部德语 (包括奥地利-巴伐利亚语)
盎格鲁-弗里西语 (英语, 低地苏格兰语)
盎格鲁-弗里西语 (弗里西语)
北日耳曼语支
东斯堪的那维亚语言(丹麦语, 瑞典语, Elfdalian)
西斯堪的纳维亚语言(法罗语, 冰岛语, 新挪威语)
北日耳曼语支和西日耳曼语支的分界线

日耳曼语族是欧洲西北的主要语言，分布在从冰岛到奥地利，从瑞典到爱尔兰的广大区域，分为两个语支：西日耳曼语支和北日耳曼语支，另外东日耳曼语支是已经消亡的语言，哥德語是代表。

#### 西日耳曼语支
西日耳曼语支主要有三个语群：盎格鲁-弗里西语，德语和低地法兰克语（主要是荷兰语）。

##### 盎格鲁-弗里西语
盎格鲁-弗里西语主要分为两大类：
- 盎格鲁语源自盎格鲁-萨克逊时代的古英语，包括：
  - 英语，在英国和其他英语国家使用。
  - 低地苏格兰语，在苏格兰和北爱尔兰使用。
- 弗里西语，大约50万生活在丹麦、德国和荷兰的北海沿岸的弗里西亚群岛上的弗里西人应用。

##### 德语
德语应用于德国、奥地利和瑞士东北的德语区，德语的方言分为：
- 低地德语，分布在德国北部靠近丹麦、荷兰和比利时的区域。
- 高地德语包括：
  - 中部德语，分布在德国中部和卢森堡。
  - 标准德语
  - 下西里西亚语，几乎要灭绝，但仍然有部分下西里西亚人应用，主要分布在德国东部、波兰西南和捷克东北。
  - 南部德语，包括奥地利-巴伐利亚语的意第绪语。

#### 北日耳曼语支
北日耳曼语支主要分布在斯堪的纳维亚国家，包括丹麦语、挪威语、瑞典语、埃耳夫达伦语（瑞典中部一个小区域）、法罗语（法罗群岛）和冰岛语。

### 斯拉夫语族
斯拉夫语族主要分布在东欧的俄罗斯一带。

#### 东斯拉夫语支
东斯拉夫语支 包括俄语、白俄罗斯语、乌克兰语和卢森尼亚语等。

#### 西斯拉夫语支
西斯拉夫语支包括索布语、波兰语、卡舒比语、西里西亚语、捷克语和斯洛伐克语等。

#### 南斯拉夫语支
南斯拉夫语支包括保加利亚语、马其顿语、古教会斯拉夫语（书面语言）、塞尔维亚-克罗地亚语、黑山语、波斯尼亚语和斯洛文尼亚语等。

### 阿尔巴尼亚语族
阿尔巴尼亚语有两种方言，主要分布在阿尔巴尼亚、马其顿和科索沃，另外在黑山、塞尔维亚、土耳其部分地区，意大利南部，希腊北部也有部分人使用。

### 亚美尼亚语族
亚美尼亚语是亚美尼亚的主要语言，广泛应用于中东、欧洲和美洲的亚美尼亚人聚居区。亚美尼亚语吸收了大量周围语言的词汇。亚美尼亚字母是公元4世纪时由圣梅斯罗布发明的。

### 波罗的语族
波罗的语族主要分布在立陶宛（立陶宛语）和拉脱维亚（拉脱维亚语、库洛年语、拉特加莱语和薩莫吉希亞語），在俄罗斯部分地区也有人使用库洛年语。波罗的语族有几种语言已经灭亡，例如古普魯士語。

### 凯尔特语族
凯尔特语族包括海岛凯尔特语支中的布立吞亚支和盖尔亚支，包括英国的威尔士语、康瓦尔语和曼岛语，苏格兰的苏格兰盖尔语和爱尔兰的爱尔兰盖尔语，法国的布列塔尼语。

### 希腊语族
- 希腊语是希腊和塞浦路斯的官方语言，另外在世界各地的希腊人聚居区也在使用。
- 格里科语是希腊语的一种方言，部分在意大利南部的大希腊地区。

### 印度-伊朗语族
印度-伊朗语族包括两个分支：印度-雅利安语支和伊朗语支。在欧洲前一语支主要有罗姆语（吉普赛人的语言），后一语支有库尔德语和奥塞梯语。

## 巴斯克语
巴斯克语是一种孤立语言，只是居住在比利牛斯山西部的巴斯克人世代使用的语言，巴斯克人大部分居住在西班牙东北，部分在法国西南。巴斯克语和古代的阿基坦语有亲缘关系，可能从旧石器时代起，在印欧语言尚未带欧洲之前就一直在西欧占主要地位，

## 高加索语言

### 南高加索语系
南高加索语系又称为卡特维尔语系，包括格鲁吉亚语、古格鲁吉亚语、犹太-格鲁吉亚语、斯万语、赞语、拉兹语和明格列尔语等。
南高加索语系诸语言可能都是起源于古卡特维尔语，直到公元前2000年才开始分化，虽然南高加索语系和北高加索语系都被列为高加索语言，但实际和北高加索语系诸语言没有任何明显的联系。

### 北高加索语系
北高加索语系主要分布在高加索山以北和土耳其一带，西北高加索语族包括有阿布哈兹语、阿巴札语、切尔克斯语、阿迪格语、卡巴尔达语和尤比克语等。
东北高加索语族包括有车臣语、印古什语和达吉斯坦语等，主要分布在俄罗斯的边境地带。
有的语言学家认为以上两个语族可能有同一来源，在5000年前开始分化，但并没有取得语言界的共识。

## 芬兰-乌戈尔语系
欧洲的芬兰-乌戈尔语系语言主要有芬兰语、爱沙尼亚语和匈牙利语，此外有瑞典和芬兰北部的萨米语，拉脫維亞的立窩尼亞語，俄罗斯的卡累利阿语，以及分散在俄罗斯境内的几种语言。

## 阿尔泰语系
阿尔泰语系分布横跨欧亚大陆，分为三个语族：突厥语族、蒙古语族和通古斯语族，有的语言分类认为朝鲜语和日本语也是本语系的两个独立语族，但并没有在语言界得到共识，不过上述五类语言在词汇、语法、语音等方面都有一定的共通地方，欧洲只有本语系两个语族。

### 突厥语族
在欧洲突厥语族的主要语言是土耳其语和哈萨克语，主要分布在土耳其和哈萨克斯坦。以及俄罗斯境内欧洲部分，如鞑靼语、巴什基尔语、楚瓦什语等。

### 蒙古语族
蒙古语族的语言主要分布在亚洲，在欧洲存在的只有卡尔梅克语，是俄罗斯的卡尔梅克共和国语言。

## 亚非语系

### 希伯来语
希伯来语属于亚非语系的闪米特语族，是欧洲犹太人社区祈祷时应用的语言，本来已经逐渐消亡，但以色列将希伯来语定为官方语言，所以逐渐恢复其世俗的应用。希伯来语的文字系统有自己独特的字母，是一种辅音音素文字，元音用符号标注。

### 马耳他语
马耳他语主要在马耳他应用，也是属于闪米特语族，但受罗曼语族和日耳曼语族的语言影响。源自阿拉伯语，受到西西里语和法语的影响，在现代又从英语中接受许多语汇。是欧盟最小的一种官方语言，也是欧盟官方语言中唯一的亚非语系语言。

## 使用人口
下表列出欧洲人口中使用各种语言的人数。在欧洲，有42种语言使用人口超过一百万。欧洲有众多瀕危語言。
| 语言                | 使用人口                                            | 国家官方语言状态                               | 地区官方语言状态                                                           |
| ------------------- | --------------------------------------------------- | ---------------------------------------------- | -------------------------------------------------------------------------- |
| 阿迪格語            | 117,500                                             |                                                | 阿迪格共和国 (俄罗斯)                                                      |
| 阿尔巴尼亚语        | 5,367,000                                           | 阿尔巴尼亚, 科索沃                             | 北馬其頓                                                                   |
| 阿拉贡语            | 54,481                                              |                                                |                                                                            |
| 亚美尼亚语          | 5,902,970                                           | 亞美尼亞                                       | 阿尔察赫共和国 (阿塞拜疆境内，事实上独立)                                  |
| 阿罗马尼亚语        | 114,340                                             |                                                | 北馬其頓                                                                   |
| 法兰克-普罗旺斯语   | 140,000                                             |                                                | 瓦莱达奥斯塔大区 (意大利)                                                  |
| 阿斯图里亚斯语      | 450,000                                             |                                                |                                                                            |
| 阿瓦尔语            | 760,000                                             |                                                | 达吉斯坦共和国 (俄罗斯)                                                    |
| 阿塞拜疆语          | 24,226,940                                          |                                                | 达吉斯坦共和国 (俄罗斯)                                                    |
| 巴什基尔语          | 1,221,000                                           |                                                | 巴什科尔托斯坦共和国 (俄罗斯)                                              |
| 巴斯克語            | 545,872                                             |                                                | 巴斯克 & 纳瓦拉 (西班牙)                                                   |
| 白俄罗斯语          | 3,312,610                                           | 白俄羅斯                                       |                                                                            |
| 波斯尼亚语          | 2,225,290                                           |                                                |                                                                            |
| 布列塔尼语          | 206,000                                             |                                                |                                                                            |
| 保加利亚语          | 8,157,770                                           | 保加利亚                                       |                                                                            |
| 加泰罗尼亚语        | 10,000,000                                          | 安道尔                                         | , 加泰罗尼亚, & 巴伦西亚 (西班牙)                                          |
| 車臣語              | 1,361,000                                           |                                                | 车臣共和国 & 达吉斯坦共和国 (俄罗斯)                                       |
| 楚瓦什語            | 1,077,420                                           |                                                | 楚瓦什共和国 (俄罗斯)                                                      |
| 康瓦爾語            | 557                                                 |                                                | 康瓦爾 ((英国))                                                            |
| 科西嘉语            | 31,000                                              |                                                | 科西嘉 (法国), (意大利)                                                    |
| 克里米亞韃靼語      | 475,540                                             |                                                | 克里米亞共和國 & 塞瓦斯托波爾 (2014年脱离乌克兰，加入俄罗斯，未获普遍承认) |
| 克罗地亚语          | 5,752,090                                           | ,                                              | (奥地利)                                                                   |
| 捷克语              | 10,619,340                                          | 捷克                                           |                                                                            |
| 丹麦语              | 5,522,490                                           | 丹麦                                           | 法罗群岛 (丹麦)                                                            |
| 荷蘭語              | 21,944,690                                          | 比利时, 荷蘭                                   |                                                                            |
| 英语                | 59,800,000                                          | 愛爾蘭, 馬爾他, 英国                           |                                                                            |
| 埃尔齐亚语          | 119,330                                             |                                                | 莫尔多瓦共和国 (俄罗斯)                                                    |
| 爱沙尼亚语          | 1,165,400                                           | 爱沙尼亚                                       |                                                                            |
| 埃斯特雷馬杜拉語    | 201,500                                             |                                                |                                                                            |
| 法罗语              | 66,150                                              |                                                | 法罗群岛 (丹麦)                                                            |
| 芬兰语              | 5,392,180                                           | 芬兰                                           |                                                                            |
| 法兰克-普罗旺斯语   | 137,000                                             |                                                | 瓦莱达奥斯塔大区 (意大利)                                                  |
| 法语                | 65,700,000                                          | 比利时, 法國, 盧森堡, 摩納哥, 瑞士             | 瓦莱达奥斯塔大区(意大利), 澤西 (英国)                                      |
| 弗里西语            | 467,000                                             |                                                | (荷兰)                                                                     |
| 弗留利语            | 300,000                                             |                                                |                                                                            |
| 加告茲語            | 173,920                                             |                                                | 加告茲 (摩尔多瓦)                                                          |
| 加利西亞語          | 2,355,000                                           |                                                | 加利西亞 (西班牙)                                                          |
| 加洛语              | 28,000                                              |                                                |                                                                            |
| 格鲁吉亚语          | 4,237,710                                           |                                                |                                                                            |
| 德语                | 95,000,000                                          | 奥地利, 比利时, 德国, 列支敦斯登, 盧森堡, 瑞士 | 南蒂罗尔(意大利)                                                           |
| 希腊语              | 13,432,490                                          | 賽普勒斯, 希腊                                 | 阿尔巴尼亚 (南阿尔巴尼亚)                                                  |
| 匈牙利语            | 12,606,130                                          | 匈牙利                                         | (奥地利), (塞尔维亚)                                                       |
| 冰岛语              | 300,000                                             | 冰島                                           |                                                                            |
| 英格里亞語          | 120                                                 |                                                |                                                                            |
| 愛爾蘭語            | 276,310                                             | 愛爾蘭                                         | 北爱尔兰 (英国)                                                            |
| 伊斯特里亞語        | 900                                                 |                                                |                                                                            |
| 伊斯特罗-罗马尼亚语 | 1,100                                               |                                                |                                                                            |
| 意大利语            | 60,000,000+                                         | 義大利, 圣马力诺, 瑞士, 梵蒂冈                 | 伊斯特拉 (克罗地亚), 斯洛文尼亚伊斯特拉 (斯洛文尼亚)                       |
| 泽西语              | 2,800                                               |                                                | 澤西 (英国)                                                                |
| 犹太-意大利语       | 250                                                 |                                                |                                                                            |
| 卡巴尔达语          | 1,628,500                                           |                                                | 卡巴爾達-巴爾卡爾共和國 & 卡拉恰伊-切尔克斯共和国 (俄罗斯)                 |
| 卡舒比语            | 50,000                                              |                                                | 波蘭                                                                       |
| 哈萨克语            | 5,290,000                                           |                                                |                                                                            |
| 拉登語              | 31,000                                              |                                                | 贝卢诺省, 南蒂罗尔 & 特伦托 (意大利)                                       |
| 拉丁语              | 30,000                                              | 聖座                                           |                                                                            |
| 拉脱维亚语          | 1,752,260                                           | 拉脫維亞                                       |                                                                            |
| 拉兹语              | 22,000                                              |                                                |                                                                            |
| 利古里亚语          | 505,100                                             |                                                |                                                                            |
| 立陶宛语            | 3,001,860                                           | 立陶宛                                         |                                                                            |
| 倫巴底語            | 3,903,000                                           |                                                |                                                                            |
| 卢森堡语            | 336,710                                             | 盧森堡                                         |                                                                            |
| 马其顿语            | 1,407,810                                           | 北馬其頓                                       |                                                                            |
| 马耳他语            | 522,000                                             | 馬爾他                                         |                                                                            |
| 曼島語              | 1,000 少于                                          |                                                | 马恩岛 (英国)                                                              |
| 马里语              | 509,090                                             |                                                | 马里埃尔共和国 (俄罗斯)                                                    |
| 梅戈来诺-罗马尼亚语 | 5,000                                               |                                                |                                                                            |
| 明格列尔语          | 500,000                                             |                                                |                                                                            |
| 米兰德斯语          | 15,000                                              |                                                | 米兰达-杜多鲁 (葡萄牙)                                                     |
| 蒙特內哥羅語        | 510,000 境内黑山族和塞尔维亚族共计                  | 蒙特內哥羅                                     |                                                                            |
| 那不勒斯语          | 5,700,000                                           |                                                | 那不勒斯 (意大利)                                                          |
| 挪威语              | 4,700,000                                           | 挪威                                           |                                                                            |
| 奥克语              | 220,000                                             |                                                | 加泰罗尼亚 (西班牙), 義大利                                                |
| 奧塞梯語            | 570,000                                             |                                                | 南奥塞梯 (格鲁吉亚境内，事实上独立), 北奥塞梯-阿兰共和国(俄罗斯)           |
| 庇卡底語            | 200,000                                             |                                                | 比利时                                                                     |
| 皮埃蒙特語          | 1,600,000                                           |                                                | 皮埃蒙特大区 (意大利)                                                      |
| 波兰语              | 38,663,780                                          | 波蘭                                           |                                                                            |
| 葡萄牙語            | 10,000,000                                          | 葡萄牙                                         |                                                                            |
| 罗姆语              | 484,780                                             |                                                |                                                                            |
| 羅馬尼亞語          | 23,782,990                                          | 摩尔多瓦, 羅馬尼亞                             | (塞尔维亚)                                                                 |
| 罗曼什语            | 35,139                                              | 瑞士                                           |                                                                            |
| 俄语                | 95,000,000 (欧洲) 82,000,000 (俄罗斯欧洲部分)       | 白俄羅斯, 俄羅斯                               |                                                                            |
| 萨米语              | 30,000                                              |                                                | 挪威, 瑞典, 芬兰                                                           |
| 薩丁尼亞語          | 1,200,000                                           |                                                | (意大利)                                                                   |
| 低地蘇格蘭語        | 1,540,000                                           | 苏格兰                                         | 英格兰 (英国), 阿爾斯特省 (今分属英国和爱尔兰)                             |
| 苏格兰盖尔语        | 68,130                                              |                                                | 苏格兰                                                                     |
| 塞尔维亚语          | 8,957,906                                           | , 科索沃, 塞爾維亞                             |                                                                            |
| 西西里语            | 4,700,000                                           |                                                |                                                                            |
| 西里西亞語          | 522,000                                             |                                                | 上西里西亚, 西里西亚 (波兰)                                                |
| 斯洛伐克语          | 5,187,740                                           | 捷克, 斯洛伐克                                 | (塞尔维亚)                                                                 |
| 斯洛文尼亚语        | 2,085,000                                           | 斯洛維尼亞                                     |                                                                            |
| 索布语              | 30,000 少于                                         |                                                | 卢萨蒂亚 (德国)                                                            |
| 西班牙语            | 45,000,000+                                         | 西班牙                                         |                                                                            |
| 斯凡语              | 15,000                                              |                                                |                                                                            |
| 瑞典語              | 9,197,090                                           | 芬兰, 瑞典                                     |                                                                            |
| 塔巴萨兰语          | 126,900                                             |                                                | 达吉斯坦共和国 (俄罗斯)                                                    |
| 塔特语              | 28,000 (不包括犹太-塔特语(1989年数据))              |                                                | 达吉斯坦共和国 (俄罗斯)                                                    |
| 鞑靼语              | 5,400,000                                           |                                                | 鞑靼斯坦共和国 (俄罗斯)                                                    |
| 土耳其语            | 19,000,000 (在欧洲) 10,000,000 (在土耳其的欧洲部分) | 土耳其, 賽普勒斯                               | 北賽普勒斯                                                                 |
| 乌克兰语            | 32,600,000                                          | 乌克兰                                         |                                                                            |
| 维普斯语            | 3,610                                               |                                                | 卡累利阿(俄罗斯)                                                           |
| 維拉莫維安語        | 70                                                  | 波蘭                                           | 维拉莫维采                                                                 |
| 威尼斯語            | 3,852,500                                           |                                                | 威尼托大区 & 威尼斯 (意大利)                                               |
| 沃罗语              | 75,000                                              |                                                |                                                                            |
| 瓦隆语              | 600,000                                             |                                                | (比利时)                                                                   |
| 威尔士语            | 536,890                                             |                                                | 英格兰 (英国)                                                              |
| 意第緒語            | 1,546,690                                           |                                                | , 荷蘭, 波蘭, 羅馬尼亞, 瑞典, 乌克兰                                       |

## 欧盟官方语言
欧盟规定任何成员国都可以根据本国法律规定一种或多种语言为官方语言，但一个成员国只能指定一种语言为“法定工作语言”，在欧盟中使用。
欧盟的成员是自愿加入，任何时间都可以退出，所以欧盟并不干涉成员国内部语言使用情况，所谓“法定工作语言”只用于欧盟内部以及欧盟与成员国往来的文件。
目前欧盟有23种“法定工作语言”：保加利亚语、捷克语、丹麦语、荷兰语、德语、英语、爱沙尼亚语、芬兰语、法语、希腊语、匈牙利语、爱尔兰语、意大利语、拉脱维亚语、立陶宛语、马耳他语、波兰语、葡萄牙语、罗马尼亚语、斯洛伐克语、斯洛文尼亚语、西班牙语和瑞典语任何成员国都有权使用其中任何一种“官方和工作语言”和欧盟交流并查看欧盟的规章和法律文件。

## 逸事
会说将近20种语言的恩格斯，曾经比喻几种欧洲语言：“意大利语像和风一样清新而舒畅、像最美丽的花园里盛开的百花；西班牙语像林间的春风；葡萄牙语宛如满是芳草鲜花的海边的浪涛声；法语像小河一样发出淙淙的流水声；荷兰语如同烟斗里冒出的浓烟，给人以舒适安逸的感觉；英语像穿过葡萄架的清风。」